# Platypelochares perforatus
Platypelochares perforatus is een keversoort uit de familie dwergpilkevers (Limnichidae). De wetenschappelijke naam van de soort werd in 1999 gepubliceerd door Paul Junior Spangler.